# Sarcorrhiza epiphytica
Sarcorrhiza epiphytica är en oleanderväxtart som beskrevs av Arthur Allman Bullock. Sarcorrhiza epiphytica ingår i släktet Sarcorrhiza och familjen oleanderväxter. Inga underarter finns listade i Catalogue of Life.